# 52422 LPL
52422 LPL è un asteroide della fascia principale. Scoperto nel 1994, presenta un'orbita caratterizzata da un semiasse maggiore pari a 3,1341411 UA e da un'eccentricità di 0,1714367, inclinata di 23,91260° rispetto all'eclittica.